# Die Koala Brüder
Die Koala Brüder ist eine britische–australische Stop-Motion animierte Kinderfernsehsendung. Gegenstand der Handlung sind die Abenteuer der zwei Koalas Frank und Buster, die in jeder Folge mit den Problemen ihrer Nachbarn in einer verschlafenen Stadt im australischen Outback konfrontiert werden und sich um eine Lösung bemühen. Eine bemerkenswerte Qualität der Serie ist, dass, obwohl gelegentlich Meinungsverschiedenheiten und eine antisoziale oder unbedachte Verhaltensweise besteht, es keine Bösewichte oder unangenehme Charaktere gibt. Vielmehr liegt der Schwerpunkt auf der Unterstützung guter Freunde.

## Charaktere
- Frank der Koala ist der Pilot des Flugzeugs. Er hat hervorragende Fähigkeiten in Tennis gezeigt und war sogar das einzige Mitglied der Gemeinschaft, das in der Lage war, Archie zu besiegen, obwohl er zugab, dass es nur Glück war. Er fördert auch ein Interesse an der Keramik.
- Buster der Koala sitzt hinter Frank in ihrem Flugzeug und nutzt sein Teleskop, um Freunde in Not aus der Luft zu erkennen. Er ist immer für ein paar aufmunternde Worte oder eine Umarmung bereit, um seine Freunde zu trösten. Buster liebt es zu backen, vor allem Butterkekse. Das außergewöhnliche an Buster ist, dass er in der heißen Wüste einen Wollkragen trägt.
- Ned der Wombat ist offenbar das jüngste Mitglied der lokalen Gemeinschaft und lebt in einem Wohnwagen. Er ist oft unsicher, aber er träumt von Abenteuern als Forscher oder ein Kapitän zur See. Er ist sehr entschlossen und immer nur auf eine Idee fixiert. Jedes Mal, wenn das Flugzeug startet, fungiert er als Fluglotse und dirigiert es mit Tischtennisschlägern aus der Hofeinfahrt. Ein Running Gag hierbei ist, dass der am Tor befindliche Briefkasten stets vom Höhenleitwerk des Flugzeugs gerammt und zu Fall gebracht wird.
- Mitzi das Possum trägt Sandalen und eine dick umrandete Brille. Sie ist die Nachbarin der Koalas und ein Charakter, der sehr frech im Gegensatz zu den Koala Brüdern ist, da sie alle Probleme auf einmal beseitigen möchte.
- Archie das Krokodil lebt in einem gut ausgestatteten Ferienhaus in der Nähe des Wasserlochs. Er ist der Sportlichste der Gruppe und stammt aus England.
- George die Schildkröte ist der lokale Briefträger. Er hat keinen bekannten Wohnsitz ist aber meist an der Poststelle zu finden. Er behauptet, er wäre stolz darauf die Post mit seiner treuen Ledertasche auszuliefern. Er hat auch ein Interesse am Briefmarkensammeln.
- Alice das Schnabeltier ist Inhaberin des Cafés und die Vergesslichste von allen Charakteren. Sie fährt einen grünen Motorroller und liebt es zu backen. Außerdem ist sie eine Stammkundin von Sammy dem Ameisenigel.
- Sammy der Ameisenigel lebt in der Stadt und besitzt den lokalen Supermarkt. Er verkauft Kraftstoff, Esswaren und vieles mehr. Seine einzige Mitarbeiterin ist Josie. Er hat von allen Charakteren die wenigsten Probleme.
- Josie das Känguru arbeitet im Supermarkt und ist die beste Freundin von Mitzi. Sie ist die Meisterin im Seilspringen und hat nach ihrem Chef Sammy die wenigsten Probleme.
- Penny der Pinguin ist eine Entdeckerin aus der Antarktis, die das australische Outback gelegentlich besucht und zudem mit den Koalabrüdern regelmäßigen Briefverkehr betreibt. Sie kann nicht sprechen, ist aber in der Lage quietschende Laute von sich zu geben.
- Lolly der Emu ist die örtliche Eisverkäuferin, die stets in Kombination mit ihrem Eiswagen auftritt.

## Synchronisation
| Charakter | Originaler Synchronsprecher | Deutscher Synchronsprecher |
| --------- | --------------------------- | -------------------------- |
| Frank     | Scott Bullock               | Christian Stark            |
| Buster    | Rob Rackstraw               | Konstantin Graudus         |
| Ned       | Thomas Jones                | Jens Wawrczeck             |
| Mitzi     | Lara Jill Miller            | Anja Topf                  |
| Archie    | Robert Tinkler              | Andreas von der Meden      |
| George    | Alan Jameson                | Gerhart Hinze              |
| Alice     | Dawn Maxey                  | Eva Weissmann              |
| Sammy     | Donovan Patton              | Holger Potzern             |
| Josie     | Grey DeLisle                | Christine Pappert          |
| Erzähler  | Alan Jameson                | Stephan Benson             |